# Antoni Brusi i Ferrer
Antoni Brusi i Ferrer (Barcelona 1815 — 1878) foi um jornalista, editor e empresário catalão.
Foi proprietário e diretor do Diário de Barcelona. Era filho de Antoni Brusi i Mirabent, que adquiriu o diário em 1814.